# Nangolo Mbumba
Nangolo Mbumba (ur. 15 sierpnia 1941 w Olukondzie) – namibijski polityk, w latach 2024–2025 prezydent Namibii.

## Życiorys
Urodził się 15 sierpnia 1941 w Olukondzie w ówczesnej Afryce Południowo-Zachodniej. W latach 1993–1996 sprawował urząd ministra rolnictwa, wody i rozwoju wsi, w latach 1996-2003 stał na czele resortu finansów, po czym objął urząd ministra informacji, radiofonii i telewizji (2003-2006), później był ministrem edukacji (2005-2010), a w latach 2010-2012 był odpowiedzialny za ministerstwo bezpieczeństwa i ochrony. Między 2012 a 2017 roku był sekretarzem generalnym partii SWAPO. Od 2018 do 2024 roku pełnił funkcję wiceprezydenta Namibii.
W wyniku śmierci prezydenta Hage Geingoba na raka (4 lutego 2024 roku) został tymczasowym prezydentem Namibii. Po objęciu stanowiska poinformował o tym, iż nie będzie startował w nadchodzących wyborach prezydenckich. 21 marca 2025 zakończył urzędowanie.

## Odznaczenia
- Wielce Starożytny Order Welwiczji Przedziwnej (ex officio, 2024)[8]